# مرغابی کایوگا

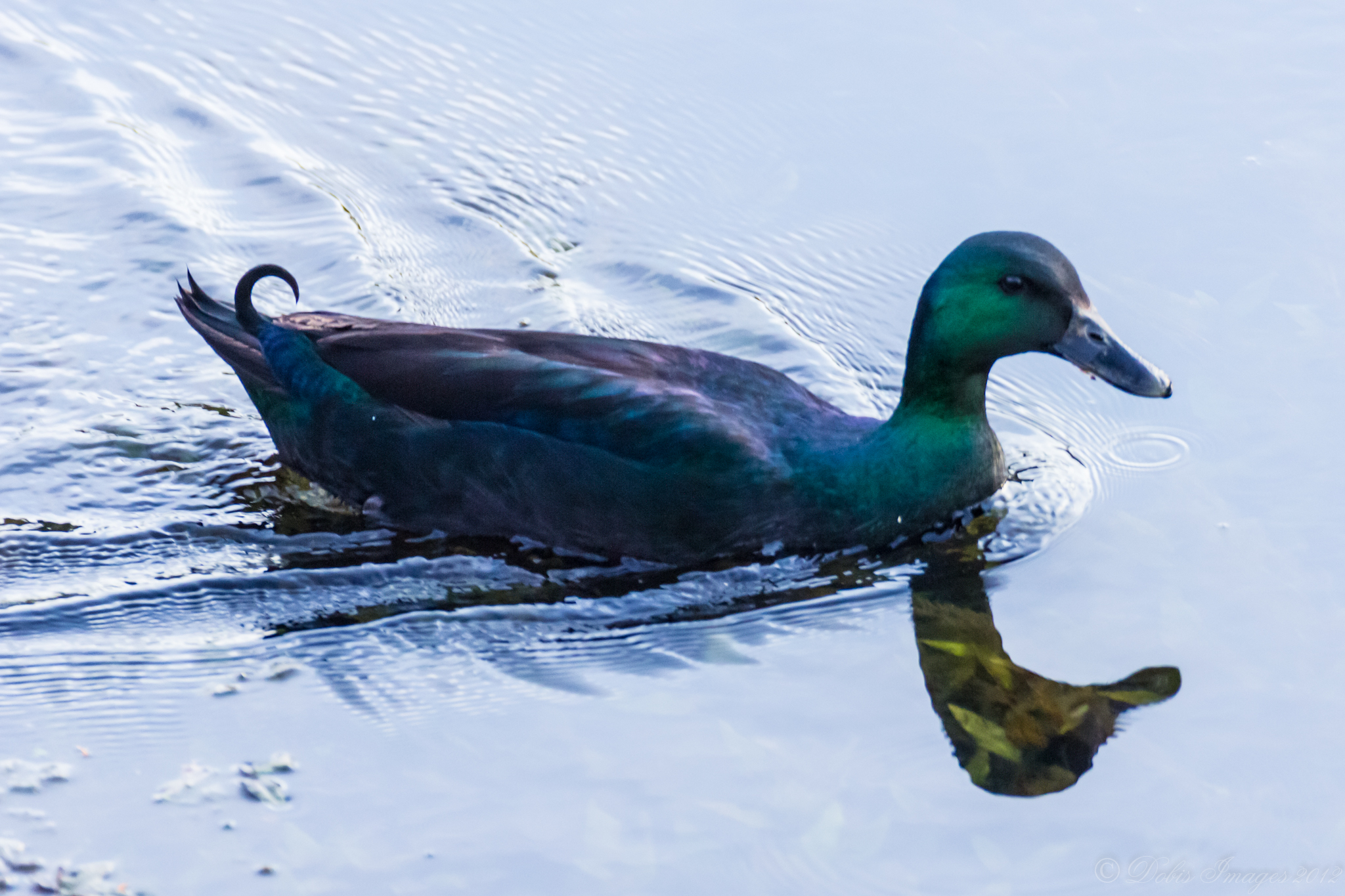
مرغابی کایوگای صربستانی

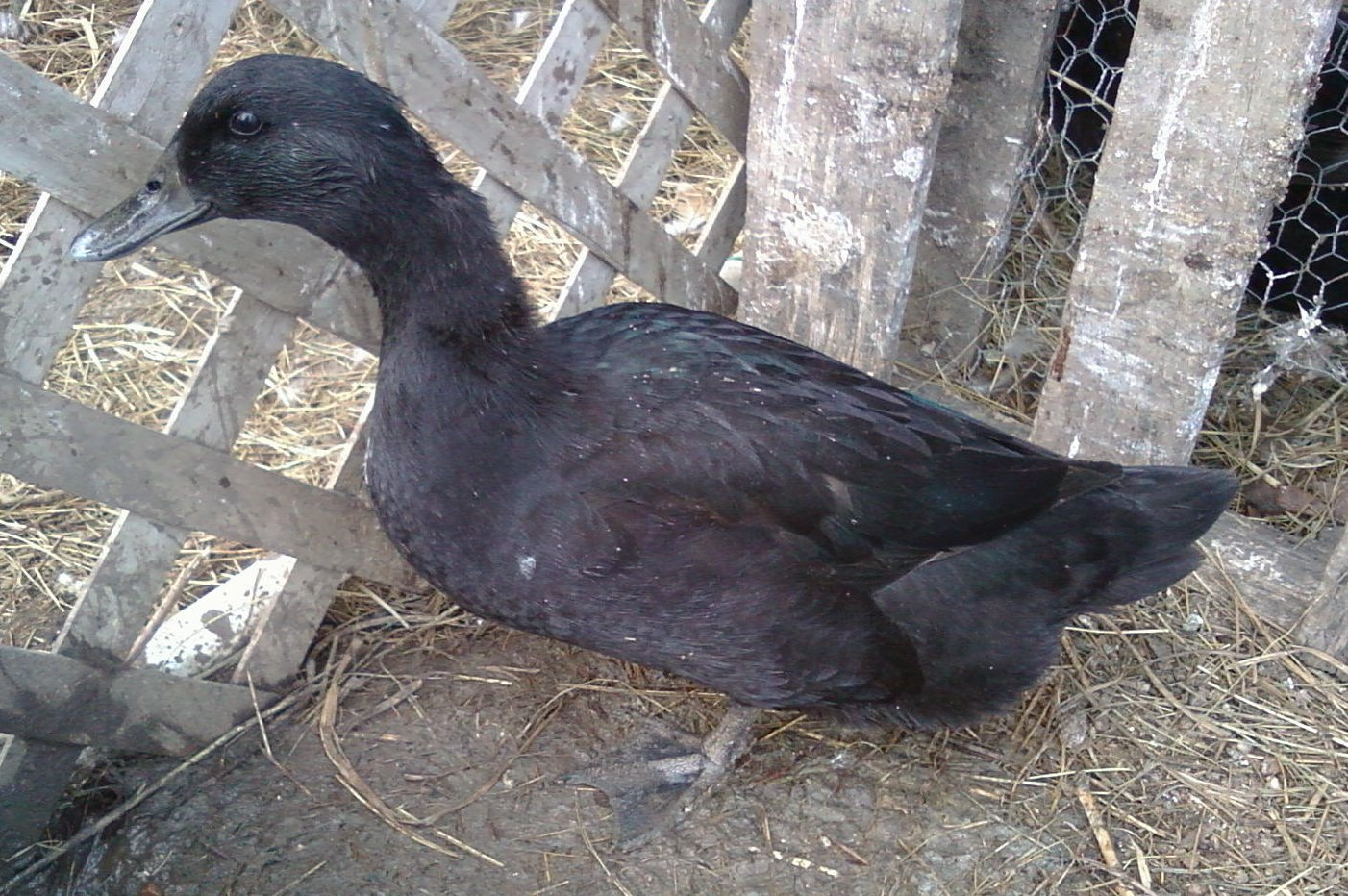
مرغابی کایوگای ماده

کایوگا یک نژاد آمریکایی مرغابی اهلی است. در حدود سال ۱۸۴۰ به منطقه فینگر لیکس ایالت نیویورک معرفی شد و به خاطر مردم کایوگا در آن منطقه، نام‌گذاری شده است. تا آخرین سال‌های سدهٔ نوزدهم، این مرغابی اصلی‌ترین مرغابی بود که برای گوشت در ایالات متحده پرورش داده می‌شد. در سدهٔ بیست و یکم عمدتاً برای تزئین نگهداری می‌شود. دارای پر سیاه با بازتاب سبز سوسکی مایل به رنگین‌کمانی است.
وضعیت حفاظت از آن در سراسر جهان توسط فائو در سال ۲۰۰۷ به عنوان «نه در خطر» فهرست شد. در سال ۲۰۰۸ وضعیت آن در ایالات متحده توسط سازمان حفاظت از نژادهای دامی آمریکا (در حال حاضر The Livestock Conservancy) به عنوان «تهدیدشده» درج شد. در سال ۲۰۲۰ به عنوان «زیرنظر» فهرست شد.
از پرها می‌توان در بستن مگس‌های مصنوعی ماهیگیری استفاده کرد.